# Южноалбански планини
Южноалбанските планини (на албански: Krahina Malore Jugore) са планина в южна Албания.
Съставена е от обособени масиви – Немерчка, Требешина, Дъмбел, Шъндели, Лунджъри, Бурето – разделени от речни долини. На запад граничи с Йонийско море, на северозапад – с Албанската низина, на североизток преминава в Средноалбанските планини, а на югозапад – в планината Пинд. Най-висока точка е връх Мая е Папингут (2485 m).